# قرار مجلس الأمن التابع للأمم المتحدة رقم 704
قرار مجلس الأمن التابع للأمم المتحدة رقم 704، الذي اعتمد بدون تصويت في 9 أغسطس 1991، بعد النظر في طلب جزر مارشال للانضمام إلى عضوية الأمم المتحدة، أوصى المجلس الجمعية العامة بقبول جزر مارشال.
في 17 سبتمبر 1991, قبلت الجمعية العامة جمهورية جزر مارشال بموجب القرار 46/3.

## وصلات خارجية
- نص القرار على UN.org ‏ (PDF)